# Lisanne Soeterbroek
Lisanne Soeterbroek (Sittard, 1984) is een Nederlandse violiste.
Ze begon op vijfjarige leeftijd met vioolspelen. Op haar veertiende debuteerde ze in de Grote Zaal van het Concertgebouw met het vioolconcert van Aram Chatsjatoerjan. Daarna volgden masterclasses bij onder meer Herman Krebbers, Theo Olof, Ana Chumachenco en Ferenc Rados. Lisanne maakte solo- en concerttournees naar Japan, Belgrado, Duitsland en Denemarken.
Lisanne studeerde achtereenvolgens bij Coosje Wijzenbeek, Alexander Kerr, Jaring Walta en Vera Beths. In 2008 sloot zij haar masterstudie aan het Koninklijk Conservatorium in Den Haag af met een 10 met onderscheiding. 
Tijdens de wintertournee 2002-2003 was ze concertmeester van het Nationaal Jeugdorkest; in 2003 speelde ze met het European Union Youth Orchestra onder leiding van Vladimir Asjkenazi en Bernard Haitink. Vanaf 2009 was Lisanne aanvoerder van de tweede violen van het Nederlands Kamerorkest. Sinds 2013 is zij concertmeester van De Filharmonie in Antwerpen.

## Prijzen en onderscheidingen
Lisanne won diverse prijzen, onder andere bij het Prinses Christina Concours, het Davina van Wely Vioolconcours en het internationale vioolconcours Kloster Schontal in Duitsland. In 2007 won zij de derde prijs bij het Nationaal Vioolconcours Oskar Back en werd haar de Kersjes van de Groenekan Prijs toegekend. In 2011 nam zij nogmaals deel aan het Nationaal Vioolconcours Oskar Back en won de tweede prijs.